# Dolichoderus satanus
Dolichoderus satanus é uma espécie de formiga do gênero Dolichoderus.